# ويليام إتش. ستيد
ويليام إتش. ستيد هو سياسي أمريكي، ولد في 12 يونيو 1858، وتوفي في 13 أبريل 1918. نشط حزبياً في الحزب الجمهوري.